# Мартин, Майкл
Ма́йкл Лу Ма́ртин (англ. Michael Lou Martin; 3 февраля 1932 — 27 мая 2015) — американский философ

, специалист по философии религии, философии науки, философии права и социальным науками.

## Биография
Докторскую степень по философии получил в 1962 году в Гарвардском университете.
Почётный профессор Бостонского университета.
Автор и редактор нескольких книг, включая «Атеизм: философское обоснование» (1989), «Дело против христианства» (1991), «Атеизм, мораль, и смысл» (2002), «Невозможность Бога» (2003), «Невероятность Бога» (2006), «Кембриджский спутник атеизма» (2006).
В 2000—2005 годы — главный редактор журнала «Mind». Член редакционной коллегии философского журнала «Филон».

## Научные труды

### Монографии
- Martin M. The Legal Philosophy of H. L. A. Hart: A Critical Appraisal. Philadelphia: Temple University Press. 1987 ISBN 978-0877224716
- Martin M. Atheism: A Philosophical Justification. Philadelphia: Temple University. 1989 ISBN 978-0877229438
- Martin M. The Case Against Christianity. Philadelphia: Temple University. 1991 ISBN 978-1566390811
- Martin M. Atheism, Morality and Meaning. Amherst, NY: Prometheus Books. 2002 ISBN 978-1573929875
- Martin M., & Monnier R. (Eds.). The Impossibility of God. Amherst, NY: Prometheus Books. 2003 ISBN 978-1591021209
- Martin M. and K. Augustine The Myth of an Afterlife: The Case against Life After Death, Rowman & Littlefield. 2015 ISBN 978-0-8108-8677-3